# Ambunguipes vanhoeffeni
Ambunguipes vanhoeffeni is een eenoogkreeftjessoort uit de familie van de Hamondiidae. De wetenschappelijke naam van de soort is voor het eerst geldig gepubliceerd in 1910 door Brady.